# Jack Plotnick
Jack Plotnick (* 30. Oktober 1968 in Columbus, Ohio) ist ein US-amerikanischer Schauspieler.

## Leben
Plotnick wuchs in  Worthington, Ohio auf. Nach seiner Schulzeit begann er eine Ausbildung zum Schauspieler. Plotnick trat in verschiedenen Rollen in Fernsehserien und Filmen auf. Unter anderem in Ellen, Buffy – Im Bann der Dämonen und als Drag Queen Evie Harris in dem Film Girls Will Be Girls. Als Sprecher ist er insbesondere für die Figur Xandir in Drawn Together bekannt. Plotnick ist auch als Regisseur aktiv. 2014 veröffentlichte er mit Space Station 76 seinen ersten Spielfilm.
Plotnick lebt offen homosexuell in Kalifornien.

## Filmografie (Auswahl)
- 1995–1998: Ellen (Fernsehserie, 12 Folgen)
- 1998: Gods and Monsters
- 1998: Der Chaotenboss (Chairman of the Board)
- 1998–1999: Buffy – Im Bann der Dämonen (Buffy the Vampire Slayer, Fernsehserie, 4 Folgen)
- 2001: Ohne Worte (Say It Isn’t So)
- 2003: Girls Will Be Girls
- 2004: Meine Frau, ihre Schwiegereltern und ich (Meet the Fockers)
- 2004: Straight-Jacket
- 2004: 30 Days Until I’m Famous – In 30 Tagen berühmt (30 Days Until I’m Famous, Fernsehfilm)
- 2004–2008: Drawn Together (Fernsehserie, Stimme)
- 2005: Adam & Steve
- 2006: Lovespring International (Fernsehserie, 13 Folgen)
- 2007: Shark (Fernsehserie, Folge 2x11 Shaun of the Dead)
- 2007: Nip/Tuck – Schönheit hat ihren Preis (Nip/Tuck, Fernsehserie, Folge 5x04 Dawn Budge II)
- 2007: Die Zauberer vom Waverly Place (Wizards of Waverly Place, Fernsehserie, Folge 1x03 I Almost Drowned in a Chocolate Fountain)
- 2008, 2010, 2013: The Mentalist (Fernsehserie, 5 Folgen)
- 2008: Two and a Half Men (Fernsehserie, Folge 5x18)
- 2009: Dr. House (House, Fernsehserie, Folge 6x01 Broken)
- 2010: Rubber
- 2012: Wrong
- 2013: Glee (Fernsehserie, Folge 4x22)
- 2013: Criminal Minds (Fernsehserie, Folge 9x07)
- 2014: Major Crimes (Fernsehserie, Episode 3x13)
- 2015: The Exes (Fernsehserie, Episode 4x15)
- 2016: Patient Seven
- 2017: Bones – Die Knochenjägerin (Bones, Fernsehserie, Episode 12x03)
- 2017: When We Rise (Fernsehserie, 2 Folgen)
- 2018: Z Nation (Fernsehserie)

## Preise und Auszeichnungen (Auswahl)
- 2003: Best Actor Grand Jury Award bei Outfest 2003 (gemeinsam mit Miss Coco Peru und Varla Jean Merman)
- 2003: Best Actress beim U.S. Comedy Arts Festival für seine Rolle Evie Harris in dem Film Girls Will Be Girls